# Вероника Микле
Вероника Микле (рођена као Ана Кампеану; Насауд, 22. април 1850 — Варатек, 3. август 1889) била је румунска песникиња рођена у Аустријском царству, чија су дела настала под утицајем романтизма. Она је најпознатија по својој љубавној вези са песником Михајем Еминескуом, једним од најзначајнијих румунских песника.

## Биографија
Вероника Микле је рођена 22. априла 1850. године у Насауду као Ана Кампеану, Микле је била друго дете обућара Илије Кампеануа и његове супруге Ане. Она је рођена након очеве смрти — Илија је умро 1849. године, након што је примио два метка у груди током борбе са Аврамом Јанкуом против мађарских револуционара. Њена мајка је отпутовала у Молдавију, сместивши се у општини Таргу Њамц 1850. године и у Јашију 1853. године. Ана је похађала основну школу и Централну школу за девојчице у Јашију, коју је завршила јуна 1863. године, а током овог периода почела је да користи име Вероника. Њен испитивач на дипломском испиту био је ректор Универзитета у Јашију, професор Штефан Микле. Они су своју љубавну везу започели убрзо потом, а Вероника се са 30 година старијим Миклеом венчала 7. августа 1864. године у цркви Боб у Клужу. Имали су две ћерке: Вирџинију, песникињу која се касније удала за Едуарда Грубера, и Валерију, оперску певачицу која је користила уметничко име Хилда.
Марта 1872. године, Вероника је у Бечу срела Михаја Еминескуа, и са њим започела везу која је трајала до краја њихових живота. Он је испрва посећивао књижевни салон који је она држала, а њихово пријатељство прерасло је у љубав негде између 1875. и 1878. године (зависно од извора), када су почели да посвећују песме једно другом. Њихова романса пролазила је кроз неколико периода успона и падова — на пример, Еминеску је отишао за Букурешт 1877. године како би уређивао часопис Време (рум. Timpul), а те године је Вероника објавила песме у којима је исказала своју тугу зато што је остала. Њен супруг преминуо је 1879. године, остављајући је у сиромаштву. Она је дошла у Букурешт како би тражила пензију, а Еминеску ју је тада јавно назвао својом вереницом, али су се појавили и додатни напади (укључујући и мртворођено дете у мају 1880. године) и када је опет почео да се бави том темом током 1881. године, дијагностикован му је сифилис 1883. године.
Године 1887, Вероника се преселила у Букурешт, у покушају да одржи Еминескуа у животу. Након његове смрти јуна 1889. године, она се повукла у манастир Варатек, где је саставила књигу под називом Љубав и поезија (рум. Dragoste şi Poezie), у коју је укључича сопствене песме, али и оне које је Еминеску посветио њој, којима је додала коментаре. Потресена, Вероника се отровала арсеном ни два месеца након Еминескуове смрти. Сахрањена је на манастирском земљишту у Варатеку. Њена кућа у Таргу Њемцу, коју су јој родитељи дали као поклон за венчање, а коју је она донирала манастиру 1886. године, данас представља музеј.

## Књижевна активност
Миклеова је свој књижевни деби остварила у часопипсу Noul Curier Român (NCR) током 1872. године, када је објавила два романтична скеча под уметничким именом Корина. Своје љубавне песме, посвећене Еминескуу, објављивала је током 1874. године у часопису Columna Lui Traian, а наредне године и у часопису Convorbiri Literare. Такође је доприносила и часописима Породица (рум. Familia; од 1879. године), Revista Nouă и Revista Literară.
Поред тога, књига која садржи 93 Еминескуова писма Миклеовој, као и 15 њених одговора, објављена је током 2000. године.

## Галерија
- Молдавске поштанске маркице са ликовима (редом): Ралуке Еминовичи (1816-1876), Ђорђа Еминовичија (1812—1884), Јосифа Вулкана (1841—1907), Веронике Микле (1850—1889) и Михаја Еминескуа (1850—1889)
- Фотографија Веронике Микле, аутора Нестора Хека (непознат датум)
- Гроб Веронике Микле у манастиру Варатек
- Гроб Веронике Микле у манастиру Варатек